# Friedrich Raschig
Friedrich August Raschig, také známý jako Fritz Raschig (8. června 1863 Brandenburg an der Havel – 4. února 1928 Duisburg) byl německý chemik a politik. Narodil se v Brandenburg an der Havel. Po studiu na univerzitě v Berlíně a Heidelbergu začal pracovat ve společnosti BASF. V té době publikoval řadu prací o sloučeninách dusíku a síry. V roce 1891 otevřel vlastní chemickou společnost v Ludwigshafen am Rhein, která dodnes funguje jako Raschig GmbH. Patentoval řadu chemických procesů, především se zaměřením na chemii fenolů. Jím vyvinutá metoda výroby fenolu je nyní známá jako Raschigův-Hookerův proces. Zabýval se také sloučeninami dusíku. Je po něm pojmenován Raschigův proces výroby hydroxylaminu a Olin-Raschigův proces výroby hydrazinu. Vyvíjel také metody destilace. Jsou po něm pojmenovány Raschigovy kroužky, malé kovové nebo keramické prstence, které se používají v frakčních destilačních nebo absorpčních kolonách.